# عبدالله سالم الصباح
عبد الله سالم الصباح (به عربی: عبد الله السالم الصباح) (۱۸۹۵ – ۲۴ نوامبر ۱۹۶۵) نخستین امیر کشور کویت بود. وی در ۲۵ فوریه ۱۹۵۰ در کویت به قدرت رسید. او تا زمان مرگش قدرت را در دست داشت. پس از عبدالله سالم الصباح قدرت در این کشور به پسر او صباح سالم الصباح رسید.